# Johannes Lutz
Johannes «Johann» Lutz (11 de marzo de 1920 - 26 de agosto de 2005) fue un teniente alemán de la Wehrmacht durante la Segunda Guerra Mundial que fue galardonado con la prestigiosa Cruz de Caballero de la Cruz de Hierro por su valor en el frente de batalla, específicamente durante la batalla del Bosque de Hürtgen en 1944. Lutz es reconocido por ser uno de los pocos soldados alemanes en destruir cinco tanques en un solo combate. Al final del conflicto, fue capturado por fuerzas estadounidenses en abril de 1945 y permaneció preso hasta noviembre de ese mismo año.

## Biografía
En 1938 Johann asistió a la escuela de oficiales y se incorporó el 1 de octubre de 1938 como artillero en el Ejército. Previamente, el 1 de abril, fue suscrito a la Reichsarbeitsdienst (Servicio de Trabajo del Reich), donde prestó servicios hasta octubre de ese mismo año. 
En el arma de artillería, Lutz se entrenó con el 7.º Regimiento de Infantería en Ingolstadt y posteriormente participó en la invasión alemana de Polonia en septiembre de 1939 como servidor de ametralladora. Al año siguiente, fue ascendido a líder de grupo por su valor y liderazgo en la batalla de Francia (mayo-junio de 1940).
Al comienzo de la Operación Barbarroja en junio de 1941, Lutz actuó de líder del tercer grupo de infantería del Kradschützenbatallion 17. El 2 de julio de 1941 fue galardonado con la Cruz de Hierro de segunda clase. Posteriormente fue trasladado al Panzergrenadier-Regiment 63, donde se desempeñó como jefe de compañía. En Orel, Lutz fue galardonado con el Cruz de Hierro de primera clase, el 28 de agosto de 1942.
En 1943 se formó como oficial en la escuela de infantería en Ohrdruf (Turingia) y en Groß Glienicke, cerca de Berlín. Un año después participó en un curso para técnicos de mantenimiento de tanques en el Panzertruppenschule, en las cercanías de Krampnitz. Al desatarse la batalla de Normandía en 1944, Lutz fue designado líder de pelotón de la Divisonsbegleitkompanie de la 116.ª División de Tanques, en el seno de la cual luchó en Arnhem (Países Bajos) y más tarde en las sangrientas batallas en la región de Eifel.
En la zona de combate de Aquisgrán, ciudad en el distrito gubernamental de Colonia, en Renania del Norte-Westfalia, Lutz fue galardonado con la prestigiosa Cruz de Caballero (Ritterkreuz des Eisernen Kreuzes) el 9 de diciembre de 1944 debido a su participación en la protección de Vossenack. En dicha acción, Lutz se encontraba en primera línea y fue responsable de la destrucción de cinco tanques enemigos por fuego de granadas, cohetes y minas antipersona. Después de esto, fue ascendido a primer teniente y luchó en la bolsa del Ruhr. El 20 de abril de 1945 fue hecho prisionero de guerra por el ejército estadounidense en el macizo del Harz mientras cumplía funciones de ayudante del comandante.
En 1957 ingresó al Bundeswehr (Fuerzas Armadas Alemanas) y se retiró en 1976 con el rango de Oberstleutnant (Teniente Coronel).
Johannes Lutz falleció el 26 de agosto de 2005, en la ciudad de Augsburgo (Alemania).

## Promociones en el ejército
- 1 de abril de 1940 - Cabo
- 1 de agosto de 1940 - Suboficial
- 1 de julio de 1941 - Sargento
- 1 de diciembre de 1943 - Fahnenjunker (no posee rango comparativo en las fuerzas armadas españolas)
- 2 de abril de 1944 - Teniente
- 1 de enero de 1945 - Teniente Coronel

## Premios y condecoraciones

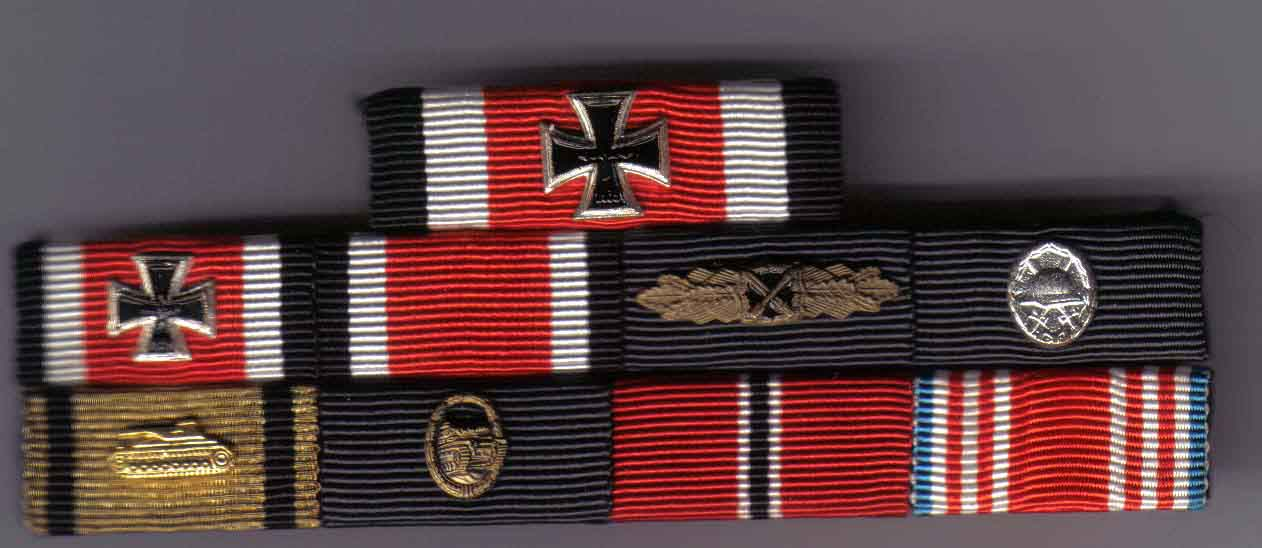

- Cruz de Caballero de la Cruz de Hierro: 9 de diciembre de 1944 como teniente y líder de pelotón en la División-Begleit-Kompanie del 116. Panzer-Division.[1][2][3]
- Cruz de Hierro de 1.a clase (Eisernes Kreuz 1. Klasse (EK I)(28 de agosto de 1942)[4]
- Cruz de Hierro de 2.a clase (Eisernes Kreuz 2. Klasse (EK II)(2 de julio de 1941)[4]
- Placa por combate cuerpo a cuerpo (grado Bronce) (1944)
- Medalla de herido (1939) 
  - Negro (11 de noviembre de 1941)
  - Plata (9 de noviembre de 1944)
- Insignia por destrucción de tanques, 28 de octubre de 1944
- Placa de Tanques (grado Bronce) (22 de mayo de 1942)
- Medalla del frente oriental (20 de julio de 1942)